# Dommersberg, Dachsberg und Darmbachaue von Darmstadt
Dommersberg, Dachsberg und Darmbachaue von Darmstadt este o arie protejată (arie specială de conservare — SAC, sit de importanță comunitară — SCI) din Germania întinsă pe o suprafață de 318,43 ha, integral pe uscat.

## Localizare
Centrul sitului Dommersberg, Dachsberg und Darmbachaue von Darmstadt este situat la coordonatele 49°50′55″N 8°41′19″E / 49.8486°N 8.6886°E.

## Înființare
Situl Dommersberg, Dachsberg und Darmbachaue von Darmstadt a fost declarat sit de importanță comunitară în iunie 2000 pentru a proteja 1 specie de animale. Situl a fost protejat și ca arie specială de conservare în martie 2008.

## Biodiversitate
Situată în ecoregiunea continentală, aria protejată conține 5 habitate naturale: Pajiști cu Molinia pe soluri calcaroase, turboase sau argilos-nămoloase (Molinion caeruleae), Fânețe de joasă altitudine (Alopecurus pratensis, Sanguisorba officinalis), Păduri de fag Luzulo-Fagetum, Păduri de fag Asperulo-Fagetum, Păduri aluvionare cu Alnus glutinosa și Fraxinus excelsior (Alno-Padion, Alnion incanae, Salicion albae).
La baza desemnării sitului se află o specie protejată de  nevertebrate: Vertigo angustior.
Pe lângă speciile protejate, pe teritoriul sitului au mai fost identificate 5 specii de plante.